# Horányi Dóra
Horányi Dóra (Budapest, 2002. április 7. –) magyar kenus.

## Pályafutása
A 2018-as ifjúsági maratoni Európa-bajnokságon aranyérmes volt. A 2019-es maratoni Eb-n két második és egy harmadik helyezést szerzett. A 2019-es ifi Eb-n C1 200 méteren kilencedik lett. A 2021-es gyorsasági kajak-kenu Európa-bajnokság 500 méteren ezüstérmes volt. A 2021-es U23-as Eb-n aranyérmes volt. A 2020. évi nyári olimpiai játékokon C1 200 méteren bekerült a magyar csapatba. A versenytől a selejtezők előtti napon vállsérülése miatt visszalépett. 2022 márciusában egy közlekedési balesetben mindkét lábszára eltört, a jobb térde elrepedt.

## jegyzetek
1. ↑  Nyolc magyar érem a maratoni kajak-kenu Eb nyitónapján. m4sport.hu (2018. július 5.)  (Hozzáférés: 2021. július 11.)
2. ↑  Hét magyar aranyérem a maratoni kajak-kenu Európa-bajnokságon. jochapress.hu (2019. július 26.)  (Hozzáférés: 2021. július 11.)
3. ↑  Két arannyal zárták a kajak-kenu Eb 5000 méteres versenyeit. m4sport.hu (2021. június 6.)  (Hozzáférés: 2021. július 11.)
4. ↑  Tokió 2020: Horányi Dóra helyett Balla Virág indul kenu egyesben. www.nemzetisport.hu (2021. augusztus 3.)  (Hozzáférés: 2021. augusztus 3.)
5. ↑  Már jobban van elütött válogatott kenusunk. jochapress.hu (2022. március 8.)  (Hozzáférés: 2022. március 8.)